# لورنا توماس
لورنا توماس (1 ديسمبر 1917 - 17 سبتمبر 2014) (بالإنجليزية: Lorna Thomas)‏ هي لاعبة كريكت أسترالية.

## وصلات خارجية
- لورنا توماس على موقع إي آس بي آن كريك إنفو (الإنجليزية)